# Torymus amurensis
Torymus amurensis är en stekelart som först beskrevs av Walker 1874.  Torymus amurensis ingår i släktet Torymus och familjen gallglanssteklar. Inga underarter finns listade i Catalogue of Life.